# Тиха ніч

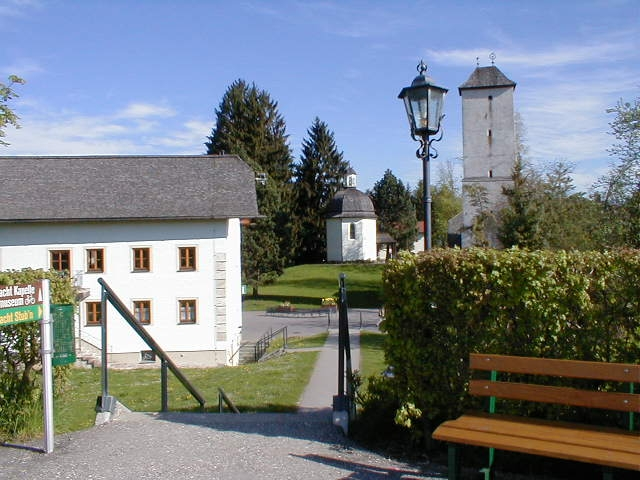
Музей Тихої Ночі і каплиця в селі Оберндорф

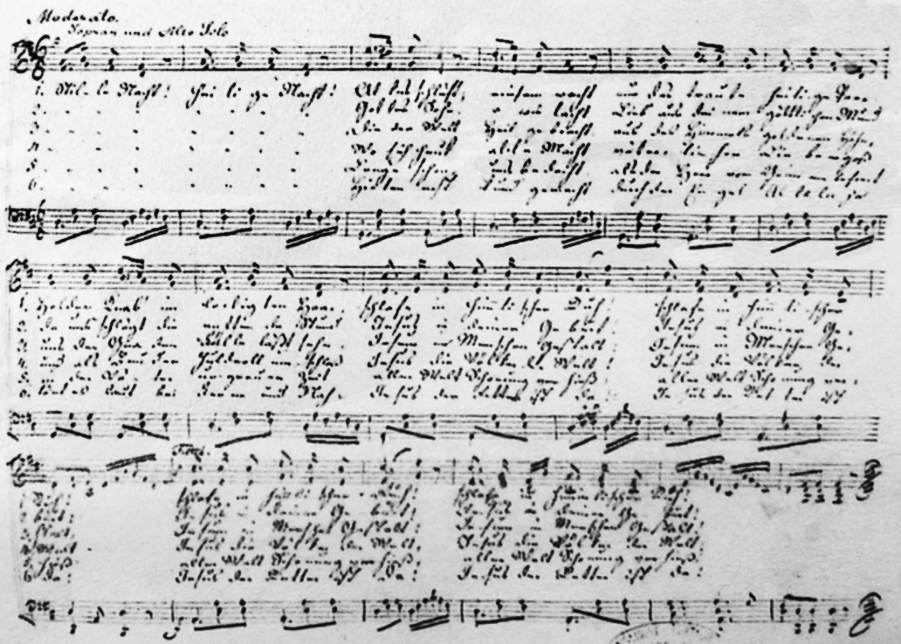
Партитура гімну, створена Ф. Грубером

«Тиха ніч» (нім. Stille Nacht) — християнська різдвяна пісня, створена в Австрії в 1818 році композитором і церковним органістом Францом Грубером. Один із найвідоміших і широко поширених у різних мовах по всьому світу різдвяних співів. Належить до нематеріальної культурної спадщини ЮНЕСКО.

## Історія
Пісня була створена 24 грудня 1818 року в різдвяний вечір у австрійському селі Оберндорф-бай-Зальцбург. Текст пісні створив вікарій церкви св. Ніколауса та поет Йозеф Мор. Музику написав шкільний вчитель, композитор і органіст Франц Грубер. Прем'єра пісні відбулася того ж дня на урочистій різдвяній месі. Власне текст пісні у вигляді вірша Йозеф Мор написав ще в 1816 році. Але оскільки орган місцевої кірхи занадто довго перебував на ремонті, Мор був змушений підбирати акорди до майбутньої мелодії на гітарі. Мелодію на прохання Йозефа Мора написав Франц Грубер. Тому ініціатором самої пісні вважається саме Йозеф Мор.
Через деякий час пісня широко розповсюдилася Європою, в німецьких церковних пісенних збірках вона з'явилася в 1831 році, причому в них значилося: «Автори тексту і музики невідомі». Авторство Мора і Грубера вдалося остаточно встановити лише в 1854 році.
На початку XX століття церква в Оберндорфі була зруйнована повінню. Нині на її місці споруджена невелика капличка, а в сусідньому будинку відкрито «Музей Тихої ночі». Найстаріша з авторських партитур (близько 1820 року), що збереглися, зберігається в зальцбурзькому музеї «Кароліно-августеум».

## Німецький текст
Оригінальний текст пісні:
Stille Nacht! Heilige Nacht!
Alles schläft; einsam wacht: Nur das traute hochheilige Paar.
Holder Knab im lockigen Haar,
Schlafe in himmlischer Ruh!
Schlafe in himmlischer Ruh!
Stille Nacht! Heilige Nacht!
Gottes Sohn! O wie lacht: Lieb´ aus deinem göttlichen Mund,
Da schlägt uns die rettende Stund,
Christ in deiner Geburt!
Christ in deiner Geburt!
Stille Nacht! Heilige Nacht!
Die der Welt Heil gebracht,
Aus des Himmels goldenen Höhn: Uns der Gnaden Fülle läßt seh´n: Jesum in Menschengestalt,
Jesum in Menschengestalt: Stille Nacht! Heilige Nacht!
Wo sich heut alle Macht: Väterlicher Liebe ergoß
Und als Bruder huldvoll umschloß
Jesus die Völker der Welt,
Jesus die Völker der Welt.
Stille Nacht! Heilige Nacht!
Lange schon uns bedacht,
Als der Herr vom Grimme befreit,
In der Väter urgrauer Zeit: Aller Welt Schonung verhieß,
Aller Welt Schonung verhieß.
Stille Nacht! Heilige Nacht!
Hirten erst kundgemacht: Durch der Engel Alleluja.
Tönt es laut aus Fern und Nah:
Christ, der Retter ist da!
Christ, der Retter ist da!
Існує сучасний німецький варіант, з якого виключені деякі архаїзми.

## Переклад
Пісня перекладена безліччю мов, у тому числі й українською.
Тихая ніч, дивная ніч,
Все дріма, лиш не спить,
Благоговіє подружжя святе:
Дивного Сина послав Бог-Отець,
Радістю серце горить!
Радістю серце горить!
Тихая ніч, дивная ніч,
Голос з неба звістив:
Тіштеся: нині Христос народивсь: Мир і спасіння для всіх Він приніс,
Світло святе нам явив! (2р.): Тихая ніч, дивная ніч,
В небо нас Бог позвав: Хай же відкриються наші серця: І хай прославлять Його всі уста:
Він нам Спасителя дав!
І ще варіант перекладу:
Тиха ніч, свята ніч!
Ясність б'є від зірниць.
Дитинонька Пресвята,
Така ясна, мов зоря,
Спочиває в тихім сні.
Тиха ніч, свята ніч!
Ой, зітри сльози з віч,
Бо Син Божий йде до нас,
Цілий світ любов'ю спас,
Вітай нам, святе Дитя!
Свята ніч настає,
Ясний блиск з неба б'є,
В людськім тілі Божий Син: Прийшов нині в Вифлеєм: Щоб спасти цілий світ.
Тиха ніч, свята ніч!
Зірка сяє ясна,
Потішає серця,
Величає Христа.
Дитя святе, як зоря,
Нам світи, зоря ясна!

Інший варіант перекладу:

Тиха ніч, ніч свята,
Благістю повита.
Світла діва пречиста: І дитинонька свята: Спочивають в сні,
У небеснім сні.
Тиха ніч, ніч свята: Велич і чистота.
Ясна зіронька зійшла,
Вість благую принесла,-
Наш Спаситель прийшов,
Божий син прийшов!
Тиха ніч, ніч свята,
Славім, люди, Христа!
Милість Божа і любов: З ним прийшли на Землю знов,
Мир, надія й любов,
Мир, спасіння й любов!
(Переклад Олени Мігунової, вперше виконувався у Київській національній філармонії у середині 1990-х Петром та Павлом Приймаками у супроводі ансамблю «Рідні наспіви»).

## Екранізація
- Das unsterbliche Lied (нім.) — х/ф, Німеччина-Швейцарія, 1934, 79 хв. (реж. Ганс Марр)
- Das ewige Lied (нім.) — х/ф, Німеччина-Австрія, 1997, 120 хв. (реж. Франц Богнер; в гол.голі Тобіас Моретті)
- Silent Night (англ.) — х/ф, США, 2012, 95 хв. (раж. Христіан Вуісса, в гол.ролі Карстен Клеменс)